# パンドラ (衛星)
パンドラ (Saturn XVII Pandora) は、土星の第17衛星である。 

## 発見と命名
パンドラは1980年10月中旬に、ボイジャー1号が撮影した写真の中からコリンズらボイジャーの撮像チームによって発見され、S/1980 S 27 という仮符号が与えられた。この際にはプロメテウスも発見されている。その後1986年1月3日に、ギリシア神話に登場するパンドラという女性にちなんで命名され、Saturn XVII という確定番号が与えられた。外側を回る別の衛星には彼女の夫であるエピメテウスの名が付いている。

## 物理的特徴
1981年にボイジャー2号が土星に接近した際の観測では大まかな形状が撮影されたのみだったが、2005年に土星探査機カッシーニによる接近観測では詳細な姿が明らかにされた。
自己を球形に保つほど重力が大きくないため歪な形をしており、三軸径が 104 × 81 × 64 km の楕円体で近似される。表面には直径 30 km の2つのクレーターなどの地形が見られ、近くを公転するプロメテウスよりもクレーターは多い。クレーターの大部分は浅く、これは細微な氷の塵に覆われているためだと考えられている。また表面には尾根や溝 (groove) といった特徴も見られる。
平均密度がおよそ 0.5 g/cm3と非常に低く、またアルベドが比較的高いため、内部に間隙を多く含んだ氷の天体であることが示唆される。ただしこれらの値には不定性が多い。また、他の多くの土星の衛星と同様に、土星からの潮汐力のためパンドラの自転周期と公転周期は等しくなっている (自転と公転の同期)。

## F環および他の衛星との関係
パンドラはF環の外側の羊飼い衛星であると考えられてきた。しかし近年の研究では、パンドラはF環の形成・維持には寄与しておらず、F環の細い構造を維持する役割を果たしているのはプロメテウスのみであることが示唆されている。
パンドラの軌道は、プロメテウスとの4種類の 118:121 平均運動共鳴の影響でカオス的であると考えられる。パンドラとプロメテウスの軌道の最も分かりやすい変化は、パンドラの近点がプロメテウスの遠点と一直線上に並ぶ、およそ6.2年ごとに発生する。この時、両者はおよそ 1400 km 以内の距離に接近する。またパンドラは外側を公転するミマスと 3:2 の平均運動共鳴を起こしており、公転周期の比が 2:3 となっている。